# M7 Aerospace
M7 Aerospace LP je americký výrobce letadel se sídlem na pozemku mezinárodního letiště San Antonio v Texasu. Je nástupnickou organizací firmy Fairchild Dornier-Aviation, od které koupila velký podíl aktiv po jejím bankrotu. Vlastní 39 600 m² výrobních a podpůrných budov, dříve provozovaných společností Fairchild-Dornier.
M7 Aerospace se skládá z pěti různých obchodních jednotek:
- Aircraft Parts and Product Support (Výroba leteckých součástek a výrobní podpora)
- Government logistics support (Podpora vládní dopravy)
- Aerostructures manufacturing (Letecká výroba)
- Aircraft Maintenance, Repair and Operations (MRO) (Letecká údržba, opravy a provoz)
- Aerial orthorectified imaging (Letecké snímkování)

Dne 15. prosince 2010 M7 koupila americká dceřiná firma izraelského zbrojního výrobce Elbit Systems.